# Gazi Yaşargil
Mahmut Gazi Yaşargil (* 6. Juli 1925 in Lice, Provinz Diyarbakır; † 10. Juni 2025 in Stäfa, Kanton Zürich) war ein türkisch-schweizerischer Mediziner, Neurochirurg und Hochschullehrer. Von 1953 bis 1993 war er zuerst Arzt, dann Oberarzt und später Professor und Lehrstuhlinhaber des Departments für Neurochirurgie an der Universität Zürich und dem Universitätsspital Zürich. Er gilt als „Vater der Mikro-Neurochirurgie“ und wurde 1999 auf der Jahrestagung des Congress of Neurological Surgeons als „Mann des Halb-Jahrhunderts 1950–1999 der Neurochirurgie“ geehrt.

## Ausbildung und Karriere
Yaşargil besuchte ab 1931 das Ankara Atatürk Lisesi, wo der Dichter Can Yücel sein Schulfreund war, und studierte dann Medizin an der Universität Ankara. 1944/1945 setzte er sein Studium an der Friedrich-Schiller-Universität Jena fort und schloss es ab Mai 1945 an der Universität Basel ab. 1950 wurde er zum Dr. med. promoviert. Nach Stationen in Interlaken und Basel kam er 1953 als Arzt an das damalige Kantonsspital, später Universitätsspital Zürich, an dem er bis 1993 tätig war, unterbrochen von zwei Jahren (1965–1967) an der University of Vermont, wo er mit Raymond M. P. Donaghy an der Weiterentwicklung der Mikro-Neurochirurgie arbeitete.
1969 wurde Yaşargil Assistenzprofessor und 1973 Professor und Lehrstuhlinhaber des Departments für Neurochirurgie an der Universität Zürich als Nachfolger seines Förderers Hugo Krayenbühl. Damit war er zugleich Direktor der Klinik für Neurochirurgie. Von 1973 bis 1975 fungierte er als Präsident der Schweizerischen Gesellschaft für Neurochirurgie. In den folgenden zwanzig Jahren forschte er sowohl im Labor als auch in der klinischen Anwendung mikrochirurgischer Techniken und führte etwa 7500 Gehirnoperationen durch. 

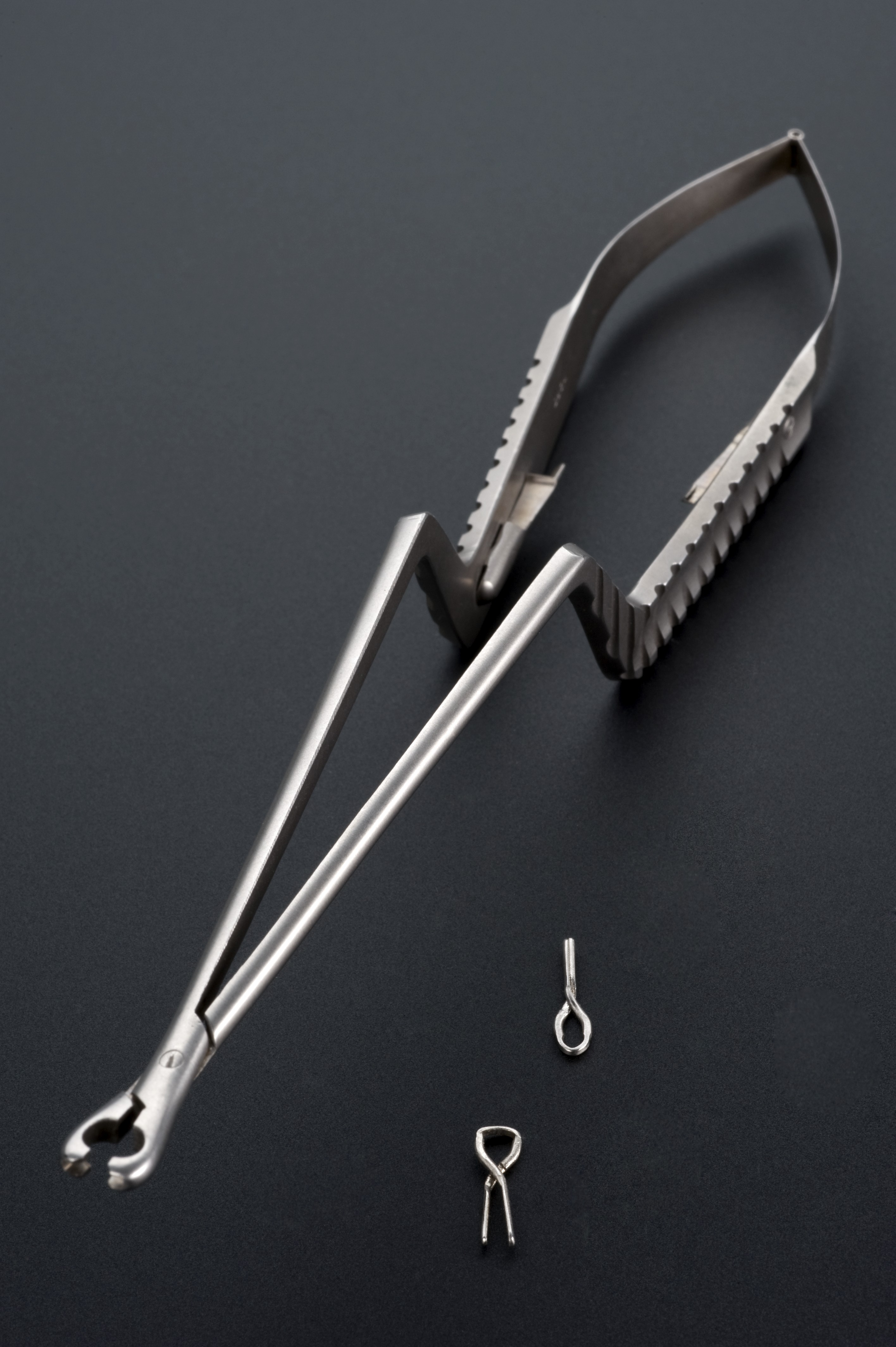
Yaşargil-Aneurysmenklammer. Diese Klammern wurden von Gazi Yaşargil entwickelt und werden bis heute in der Neurochirurgie zur Behandlung von Aneurysmen verwendet.

Nach seiner Emeritierung in Zürich im Jahr 1993 nahm Yaşargil 1994 einen Ruf als Professor für Neurochirurgie am College of Medicine der University of Arkansas for Medical Sciences in Little Rock an. 2013 kehrte er in die Türkei zurück und übernahm eine Professur für Neurochirurgie an der Yeditepe-Universität in Istanbul, wo er bis ins hohe Alter als Neurochirurg, Forscher und Lehrer tätig war. 2024 kehrte er mit seiner Frau in die Schweiz zurück, wo er im Juni 2025 im Alter von 99 Jahren starb.
Yaşargil gilt als Begründer der modernen Mikro-Neurochirurgie und zusammen mit Harvey Cushing als einer der bedeutendsten Neurochirurgen des 20. Jahrhunderts. Er führte das Operationsmikroskop in die Neurochirurgie ein und nahm die weltweit erste Bypass-Operation an den Hirngefässen zur Behandlung des Schlaganfalls vor. Die von ihm entwickelten Instrumente und mikrochirurgischen Techniken in der cerebrovasculären Neurochirurgie zur Behandlung von Hirngefässerkrankungen wie intrakranialen Aneurysmen, Hirntumoren und Epilepsie ermöglichten Patienten das Überleben, die vorher als nicht operierbar gegolten hatten.

## Veröffentlichungen
Yaşargil veröffentlichte seine chirurgischen Erfahrungen in 330 Abhandlungen und 13 Monografien. Die sechsbändige Veröffentlichung „Microneurosurgery“ (1984–1996, Georg Thieme Verlag Stuttgart-New York), eine umfassende Zusammenfassung seiner breiten Erfahrungen, gilt als Standardwerk der Literatur zur Mikro-Neurochirurgie.

## Privates
Yaşargil hatte aus erster Ehe zwei Töchter und einen Sohn. 1983 heiratete er in zweiter Ehe die Krankenschwester Dianne Bader-Gibson, die ihm ab 1973 bei Operationen assistiert hatte. 1964 erhielt er das Schweizer Bürgerrecht. Er starb am 10. Juni 2025, rund drei Wochen vor seinem 100. Geburtstag, in Stäfa.

## Auszeichnungen
- 1957 Alfred-Vogt-Preis der Schweizerischen Ophthalmologischen Gesellschaft
- 1968 Robert-Bing-Preis der Schweizerischen Akademie der Medizinischen Wissenschaften
- 1976 Marcel-Benoist-Preis der Schweizerischen Eidgenossenschaft
- 1980 Neurochirurg des Jahres
- 1981 „Pioneer Microsurgeon“-Preis der International Microsurgical Society, Sydney, Australien
- 1988 Ehrenmedaille der Universität Neapel, Italien
- 1992 Medizinpreis der Türkischen Republik
- 1997 Goldmedaille der World Federation of Neurosurgical Societies
- 1998 „Distinguished Faculty Scholar“, Universität von Arkansas für medizinische Wissenschaften
- 1998 Ehrung als „Neurochirurg des Jahrhunderts“ durch die Brasilianische Neurochirurgische Gesellschaft
- 1999 Ehrenmedaille der Europäischen Neurochirurgenvereinigung
- 1999 Ehrung als „Mann des Jahrhunderts in der Neurochirurgie 1950–1999“ durch die Fachzeitschrift Neurosurgery auf der Jahrestagung Neurologischer Chirurgen
- 2000 Fedor-Krause-Medaille der Deutschen Gesellschaft für Neurochirurgie
- 2000 Ehrenmitgliedschaft im American College of Surgeons
- 2000 Türkische Staatsmedaille für hervorragende Verdienste[8]
- 2000 Auszeichnung der Türkischen Akademie der Wissenschaften
- 2002 Internationaler Francesco-Durante-Preis, Italien
- 2012–2013 Gründungsmitglied der Eurasian Academy[9]
- 2014 Ehrenmitgliedschaft der Schweizerischen Gesellschaft für Neurochirurgie[10]
- 2015 Tissot-Medaille der Schweizerischen Epilepsie-Liga[11]
- 2025 Distinguished Service Award der American Association of Neurological Surgeon[7]

Zu Ehren Yaşargils wird am Klinischen Neurozentrum des Universitätsspitals Zürich jährlich im Rahmen eines wissenschaftlichen Symposiums die «Yasargil Lecture» von einem international renommierten Neurowissenschaftler gehalten.